# Dinera squalida
Dinera squalida là một loài ruồi trong họ Tachinidae.